# اتفاقية التجارة الحرة بين الاتحاد الأوروبي وكوريا الجنوبية

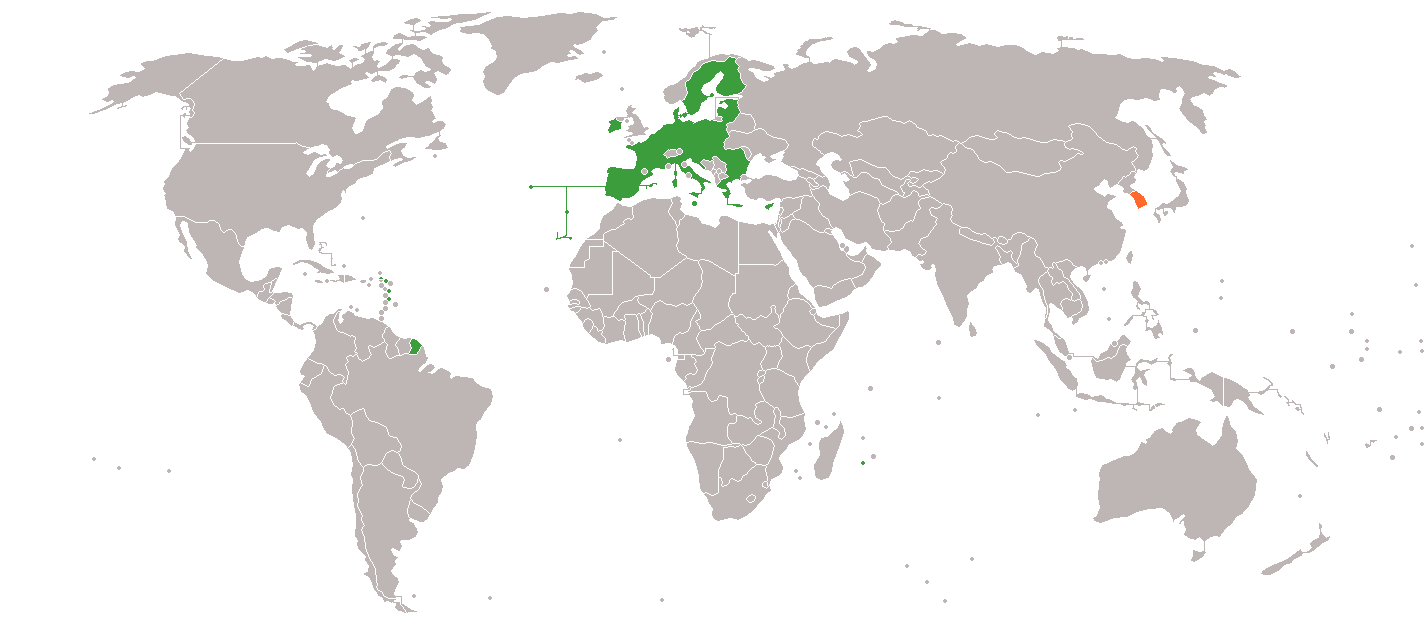

اتفاقية التجارة الحرة بين الاتحاد الأوروبي وكوريا الجنوبية هي اتفاقية تجارة حرة بين الاتحاد الأوروبي وكوريا الجنوبية. تم التوقيع على الاتفاقية في 15 أكتوبر 2009. تم تطبيق الاتفاقية مؤقتًا اعتبارًا من 1 يوليو 2011، ودخلت حيز التنفيذ اعتبارًا من 13 ديسمبر 2015، بعد أن صدق عليها جميع الموقعين.
كانت الاتفاقية الأكثر شمولاً من التي تفاوض عليها الاتحاد الأوروبي حتى تلك اللحظة: تم إلغاء رسوم الاستيراد تقريبًا على جميع المنتجات وهناك تحرير عميق في التجارة في الخدمات. يتضمن أحكاماً تتعلق بالملكية الفكرية بما في ذلك المؤشرات الجغرافية والمشتريات العامة والمنافسة وشفافية التنظيم والتنمية المستدامة. هناك أيضًا التزامات محددة ضد العوائق غير الجمركية على قطاعات مثل السيارات والأدوية والإلكترونيات.

## خلفية
هذه هي الاتفاقية التجارية الثالثة التي وقعتها كوريا الجنوبية والاتحاد الأوروبي فيما بينهما. الأولى اتفاق التعاون والمساعدة الإدارية المتبادلة في المسائل الجمركية تم التوقيع عليه في 13 مايو 1997. تسمح هذه الاتفاقية بتقاسم سياسة المنافسة بين الطرفين. الاتفاقية الثانية هي الاتفاقية الإطارية للتجارة والتعاون، تم تفعيلها في 1 أبريل 2001. يحاول الإطار زيادة التعاون في العديد من الصناعات، بما في ذلك النقل والطاقة والعلوم والتكنولوجيا والصناعة والبيئة والثقافة.
بلغ حجم التجارة بين الطرفين 64 مليار يورو في عام 2007. ويعد الاتحاد الأوروبي ثاني أكبر مستورد للبضائع الكورية الجنوبية. كوريا الجنوبية هي ثامن أكبر مستورد لبضائع الاتحاد الأوروبي. يشار إلى الاتفاقية عمومًا على أنها الأولى من الجيل التالي من اتفاقيات التجارة الحرة التي وقعها الاتحاد الأوروبي والتي تعالج المخاوف التجارية التي تتجاوز التعريفات الجمركية. من بين هذه الاهتمامات الحواجز غير الجمركية، وهي حواجز كبيرة أمام التجارة في كل من كوريا والاتحاد الأوروبي. في الواقع تم تقدير أن الحواجز غير التعريفية تتمتع بنفس مستوى الحماية مثل التعريفة الجمركية بنسبة 76 بالمائة في كوريا و46 بالمائة في الاتحاد الأوروبي. وفقًا لبعض الدراسات يمكن أن تؤدي الاتفاقية إلى زيادة التجارة بنسبة تصل إلى 40٪ على المدى الطويل.

## المفاوضات والمعارضة
بدأت المفاوضات في مايو 2007 وكان من المتوقع أن تكتمل في مارس 2009، ومع ذلك كان لا بد من حل العديد من القضايا قبل الانتهاء من الاتفاقية. تم الانتهاء من سبع جولات من المفاوضات حول جوانب مختلفة من الاتفاقيات والتي عالجت مشاكل حول العديد من القضايا بما في ذلك قواعد المنشأ، وقضايا تجارة السيارات، والسماح بتخفيضات معينة في التعريفات.
يعتقد بعض صانعي السيارات الإيطاليين والفرنسيين أن هذا الاتفاق سيضر بهم بشكل كبير من خلال السماح لشركات صناعة السيارات الكورية الجنوبية بالتنافس ضدهم في الاتحاد الأوروبي. قال أدولفو أورسو الوزير الإيطالي للتجارة الخارجية إن الحكومة الإيطالية قد تستخدم حق النقض ضد الاتفاقية بناءً على مخاوف صانعي السيارات الأوروبيين، وهو ما فعلته في البداية في سبتمبر 2010. وقد رفض محللو التجارة مثل هوسوك لي-ماكياما الضغط على صناعة السيارات كـ «أساطير»: بينما تشير التقديرات إلى زيادة صادرات الاتحاد الأوروبي إلى كوريا بنسبة 400٪، فإن معظم ماركات السيارات الآسيوية تصنع سياراتها في الاتحاد الأوروبي، وتمثل السيارات الكورية حصة ضئيلة من الواردات إلى الاتحاد الأوروبي لتهديد حتى منتجي السيارات الأكثر كفاءة في أوروبا. أسقطت إيطاليا اعتراضاتها مقابل التطبيق المؤقت للاتفاق الذي تم تأجيله من 1 يناير 2011 إلى 1 يوليو 2011.
تلغي الاتفاقية الرسوم الجمركية على 98٪ من رسوم الاستيراد والحواجز التجارية في السلع المصنعة والمنتجات الزراعية والخدمات على مدى فترة خمس سنوات. وهي تتضمن ضمانًا بأن اللوائح الكورية الجنوبية بشأن انبعاثات السيارات لن تكون ضارة بمصنعي السيارات الأوروبيين، وتتضمن بندًا لحماية مصنعي السيارات الأوروبيين.
واجهت كوريا الجنوبية معارضة كبيرة لاتفاقيات التجارة الحرة السابقة وخاصة مع الولايات المتحدة. اتفاقية الاتحاد الأوروبي هذه أكبر من اتفاقية الولايات المتحدة. ومع ذلك قال هور كيونج ووك نائب وزير المالية لكوريا الجنوبية إنه يعتقد أن الاتفاقية ستدخل حيز التنفيذ في يوليو 2010. في 22 مارس 2011 أعلنت مجموعة المواطنين المسماة «محامون من أجل المجتمع الديمقراطي» أن هناك 160 حالة من أخطاء الترجمة في النسخة الكورية من الوثيقة.
تم التوقيع على نص الاتفاقية بالأحرف الأولى بين كوريا الجنوبية والاتحاد الأوروبي في 15 أكتوبر 2009. تم التوقيع عليها في 6 أكتوبر 2010 في قمة الاتحاد الأوروبي وكوريا في بروكسل. صدق البرلمان الأوروبي على الاتفاقية في 17 فبراير 2011. صادق المجلس التشريعي في كوريا الجنوبية على الاتفاقية في 4 مايو 2011.

## التأثيرات
في عام 2016 وبعد خمس سنوات من توقيع اتفاقية التجارة الحرة بين الاتحاد الأوروبي وكوريا الجنوبية مؤقتًا، أعلنت المفوضية الأوروبية أن صادرات الاتحاد الأوروبي إلى كوريا الجنوبية زادت بنسبة 55٪، وفرت الشركات الأوروبية 2.8 مليار يورو في شكل رسوم جمركية ملغاة أو مخفضة، ونمت التجارة الثنائية في السلع بين الاتحاد الأوروبي وكوريا الجنوبية سنويًا لتصل إلى مستوى قياسي تجاوز 90 مليار يورو في عام 2015.
في المملكة المتحدة، قال لورد برايس وزير الدولة لسياسة التجارة ووزارة التجارة الدولية إن اتفاقية التجارة الحرة بين الاتحاد الأوروبي وكوريا قد عززت صادرات المملكة المتحدة إلى كوريا بنسبة 111 ٪ في 2014/15.